# Alice Henry
Alice Henry (ur. 21 marca 1857 w Richmond w Melbourne, zm. 14 lutego 1943 w Malvern tamże) – australijska dziennikarka, aktywistka, sufrażystka i rzeczniczka praw kobiet.

## Życie i działalność

### Początki
Córka Charlesa Fergusona Henry’ego, księgowego, i Margaret z d. Walker, krawcowej. Jej rodzice, pochodzenia szkockiego, poznali się podczas podróży z Glasgow i pobrali się w Melbourne w 1853 r. Jej brat, Albert, urodził się w 1859 r. Na początku Charles Henry uprawiał ziemię w Gippsland. Tutaj Alice odebrała pierwsze lekcje od matki. Zapamiętała te czasy jako lata wolności i aktywności i nigdy nie utraciła miłości do natury. Po powrocie do Melbourne uczęszczała do kilku szkół, zdała egzamin wstępny do Richard Hale Budd's Educational Institute for Ladies w 1874 r.
Zainteresowanie polityką rozbudziło się u niej pod wpływem dyskusji ojca. Później swoje zaangażowanie na rzecz sprawiedliwości, demokracji i prawa kobiet przypisywała swoim szkockim przodkom i sprawiedliwemu wychowaniu, jakie z bratem otrzymali od rodziców. Henry chciała zostać nauczycielką, jednak po serii ciężkich chorób zajęła się dziennikarstwem. Pierwszy jej artykuł ukazał się w 1884 r. Przez kolejne 20 lat pisała pod własnym nazwiskiem lub pod pseudonimami (A.L.F., Pomona i Wyuna) dla dziennika „"The Argus”, „Australasian Post” oraz sporadycznie dla innych gazet i zagranicznych czasopism. Tematem jej publikacji dziennikarskich były sądy dla nieletnich, kobiece szpitale, opieka nad niepełnosprawnymi dziećmi oraz reforma pracy. Stała się bliską przyjaciółką i współpracownikiem czołowych reformatorów: Catherine Helen Spence, Henry’ego Bournesa Higginsa i jego siostry Iny, Bernarda O’Dowda, Vidy Goldstein i jej rodziny. Działała w kobiecych klubach i kampanii sufrażystek, zyskała też reputację odważnego mówcy publicznego, popierającego zmiany społeczne. Przez pewien czas prowadziła także działalność gospodarczą w urzędzie miasta jako agent zatrudnienia służby domowej.

### Emigracja
W 1905 r. finansowana przez Charity Organisation Society w Melbourne wyjechała do Anglii. Tam była słuchaczką mów George’a Bernarda Shawa, obserwatorką wojowniczych sufrażystek i zwiedzała Szkocję. W grudniu tego roku popłynęła do Nowego Jorku, gdzie zainteresowanie Amerykanów postępem australijskim zapewniło jej gorliwych słuchaczy. Jej fabiański socjalizm idealnie pasował do reform pracy forsowanych przez nową szkołę ekonomistów, a jej znajomość australijskiego prawa pracy i sufrażystek przyciągnęła uwagę wybitnej reformatorki Margaret Dreier Robins. Ona to zaprosiła Alice Henry do współpracy w National Women’s Trade Union League of America w Chicago, gdzie jako wykładowca i działacz terenowy organizowała nowe oddziały, a jako dziennikarka została kluczową postacią kampanii sufrażystek, organizacji związkowych, edukacji zawodowej i prawa pracy. Jej wytrzymałość oraz energiczne i przekonujące przemowy budziły ogólny szacunek. Amerykańscy słuchacze byli pod wrażeniem jej angielskiego akcentu i olbrzymiej wiedzy.
Napisała dwie książki: The Trade Union Woman (1915) i Women and the Labor Movement (1923). W latach 1920–1922 kierowała w Lidze wydziałem edukacji. Wspierana przez bliską przyjaciółkę Miles Franklin, przez 8 lat wydawała oficjalne pismo Ligi, z początku jako dział kobiecy w „Union Labor Advocate” (1908–1910), potem samodzielne czasopismo „Life and Labor” (1911–1915). W 1924 r. zarząd Ligi wysłał Henry do Anglii i Australii. Do Melbourne dotarła w lutym 1925 r., zamierzając pozostać tutaj dwa miesiące, lecz jej pobyt przedłużył się do roku. Po powrocie do Ameryki w marcu 1926 wycofała się z aktywnej pracy, a w 1928 przeniosła się do Santa Barbara w Kalifornii. Tam w 1929 r. w „Bookman” pojawił się jej ostatni znaczący artykuł o Henry Handel Richardson.

### Powrót do Australii
W 1923 r. Alice Henry otrzymała obywatelstwo amerykańskie, jednak z powodu trudności finansowych oraz tęsknoty za bratem wróciła do Australii. Mimo że jako wybitna Australijka spotkała się z dobrym przyjęciem, powtórne ustabilizowanie się w rodzinnych stronach nie przyszło jej z łatwością. Próbowała kontynuować swoją wcześniejszą działalność, przyłączyła się do Playgrounds' Association oraz do artystyczno–literackiej komisji National Council of Women of Victoria, udzielała radiowych wywiadów dotyczących prohibicji i współczesnej poezji a także asystowała w latach 1936–1938 w podróży C. Hartley Grattan. W roku 1937 opracowała bibliografię australijskich pisarek. Mimo to tęskniła do życia w Ameryce. Rok później zrezygnowała z obywatelstwa amerykańskiego, a 1939 r. z pracy w komisji. W 1940 zamieszkała w domu opieki. Zmarła 14 lutego 1943 r. w szpitalu w Malvern. Jej ciało zostało skremowane.

## Publikacje
- The Trade Union Woman (1915)
- Women and the Labor Movement (1923)